# Rubén Rivas
Rubén Rivas Alcantara (Chincha, 23 de febrero de 1937) fue un futbolista peruano que se desempeñaba como defensa.

## Trayectoria
Nació en Chicha en 1937. Se inició en los Bombones de Chincha siendo unos de los mejores del equipo, sería traslado a Lima para firmar por el Defensor Lima donde saldría campeón en segunda división en 1960 ascendiendo a primera al año siguiente.
Después llegaría a Alianza Lima y saldría bicampeón los dos años posteriores siendo unos de las figuras en el plantel junto con Pedro Pablo León, Víctor Zegarra, entre otros.
En 1965 se iría a Defensor Arica siendo figura en la zona defensiva hasta 1967.
A mitad del año 1968 se iría a trujillo para ser contratado por Club Carlos A. Mannucci lastimosamente desciende ese mismo año para que después de un año saldría campeón de la Copa Perú en 1969 volviendo a primera junto a jugadores como Alejandro Zevallos, el capitán Óscar Villalobos García, entre otros, tendría actuaciones destacables hasta retirarse en 1971 del fútbol profesional a la edad de 34 años.

## Clubes
| Club                    | País | Año         |
| ----------------------- | ---- | ----------- |
| Defensor Lima           | Perú | 1960 – 1961 |
| Alianza Lima            | Perú | 1962 – 1964 |
| Defensor Arica          | Perú | 1965 – 1967 |
| Club Carlos A. Mannucci | Perú | 1968 – 1971 |

## Palmarés
| Título                    | Club               | País | Año  |
| ------------------------- | ------------------ | ---- | ---- |
| Segunda División          | Defensor Lima      | Perú | 1960 |
| Primera División del Perú | Alianza Lima       | Perú | 1962 |
| Primera División del Perú | Alianza Lima       | Perú | 1963 |
| Copa Perú                 | Carlos A. Mannucci | Perú | 1969 |